# 东非法院
东非法院是根据《建立东非共同体条约》第9条设立的东非共同体机构之一，成立于2001年11月，其主要职责是确保在解释、适用和遵守东非共同体条约时遵守法律。法院有两个部门：上诉庭和初审庭。法院法官由东非共同体国家元首或政府首脑会议根据成员国的推荐，从经证明正直、公正和独立、担任高级司法职务的人或公认能力的法学家中任命。

## 管辖权
法院对条约的解释和适用具有管辖权。 它还提供： 咨询意见； 对国家法院的初步裁决； 如果合同和协议赋予管辖权，则仲裁裁决